# Фрањевачки самостан у Дубровнику
Фрањевачки самостан у Дубровнику је самостан фрањевачког опсервантског реда у Дубровнику. Основан је у 13. веку, а све до 1899. године припадао је Дубровачкој фрањевачкој провинцији. Данас се налази у саставу Фрањевачке опсервантске провинције светог Јеронима у Далмацији и Истри.

## Историја
Самостан је раније стајао на западном прилазу граду, али је из безбедосних разлога премештен. Самостан и црква унутар старог градског језгра почели су се градити 1317. године, а већина радова завршена је у 14. веку. Према Страдуну гледа бочна страна цркве. Повише врата цркве је раскошни готички портал, који се једини сачувао у катастрофалном земљотресу 1667. године. Портал је дело домаћих каменорезаца браће Андријића из 1498. године. Централна је камена Пиета. Каснороманички клаустер са 120 стубова из 1360. године, је израдио Михоје Брајков из Бара, а окружује најстарији дубровачки врт који се континуисано негује од премештања самостана унутар градских бедема.
У склопу самостана од 1317. године до данас ради апотека, трећа по старости у Европи. До 1901. године се налазила у малом клаустру северно великог а данас је лево од улаза у самостан.
У пожару након Велике трешње 1667. је нестало око 7.500 томова књига и рукописа у самостанској библиотеци. Обновљена је радом монаха и данас чува више од 70.000 дела од којих око 20.000 рукописа, са нарочито вредних 206 инкунабула. У библиотеци је и детаљна грађа велике важности за историју старије хрватске књижевности. Библиотека чува најстарији хрватски библиотечни запис у облику књиге са списком тадашње грађе и једну од две сачуване копије првог издања Марулићеве Јудите. Музички део библиотеке чува многа дела старих хрватских композитора са више од 100 светских униката.
У музејској колекцији се налазе слике старих мајстора попут дубровачког сликара Ловра Добричевића, оригинални инвентар апотеке и златарски предмети. У склопу самостана су покопани многи познати Дубровчани попут Миха Працата и Маројице Кабоге.
Краљица Марија је поклонила звоно самостану, постављено пред крај 1938.
Током рата у Хрватској на самостан је пало преко педесет граната.
Црква се често користи као једна од сцена Дубровачких летњих игара.